# Saison NBA Development League 2012-2013
Navigation
Saison 2011-2012 Saison 2013-2014
La saison NBA Development League 2012-2013 est la 12e saison de la NBA Development League, la ligue mineure de la National Basketball Association (NBA). Les Vipers de Rio Grande Valley remportent leur second titre de champion,  en s'imposant en finale face aux Warriors de Santa Cruz.

## Saison régulière
| Conférence Est              | Conférence Est | Conférence Est | Conférence Est | Conférence Est |
| Équipe                      | Victoires      | Défaites       | % de victoires | Écart          |
| --------------------------- | -------------- | -------------- | -------------- | -------------- |
| Charge de Canton            | 30             | 20             | 60,0 %         | —              |
| Mad Ants de Fort Wayne      | 27             | 23             | 54,0 %         | 3              |
| Red Claws du Maine          | 26             | 24             | 52,0 %         | 4              |
| BayHawks d'Érié             | 26             | 24             | 52,0 %         | 4              |
| Armor de Springfield        | 18             | 32             | 36,0 %         | 12             |
| Conférence Centrale         |                |                |                |                |
| Équipe                      | Victoires      | Défaites       | % de victoires | Écart          |
| Vipers de Rio Grande Valley | 35             | 15             | 70,0 %         | —              |
| Toros d'Austin              | 27             | 23             | 54,0 %         | 8              |
| 66ers de Tulsa              | 27             | 23             | 54,0 %         | 8              |
| Skyforce de Sioux Falls     | 25             | 25             | 50,0 %         | 10             |
| Legends du Texas            | 21             | 29             | 42,0 %         | 14             |
| Energy de l'Iowa            | 14             | 36             | 28,0 %         | 21             |
| Conférence Ouest            |                |                |                |                |
| Équipe                      | Victoires      | Défaites       | % de victoires | Écart          |
| Jam de Bakersfield          | 36             | 14             | 72,0 %         | —              |
| Warriors de Santa Cruz      | 32             | 18             | 64,0 %         | 4              |
| D-Fenders de Los Angeles    | 21             | 29             | 42,0 %         | 15             |
| Stampede de l'Idaho         | 19             | 31             | 38,0 %         | 17             |
| Bighorns de Reno            | 16             | 34             | 32,0 %         | 18             |

## Playoffs
|  | Premier tour | Premier tour                | Premier tour |                        |   | Demi-finales                | Demi-finales | Demi-finales |  |  | Finale | Finale                      | Finale |
|  |              |                             |              |                        |   |                             |              |              |  |  |        |                             |        |
|  | 1            | Jam de Bakersfield          | 0            |                        |   |                             |              |              |  |  |        |                             |        |
|  | 6            | Toros d'Austin              | 2            |                        |   |                             |              |              |  |  |        |                             |        |
|  | 6            | Toros d'Austin              | 2            |                        | 6 | Toros d'Austin              | 0            |              |  |  |        |                             |        |
|  |              |                             |              |                        | 6 | Toros d'Austin              | 0            |              |  |  |        |                             |        |
|  |              |                             | 3            | Warriors de Santa Cruz | 2 |                             |              |              |  |  |        |                             |        |
|  | 3            | Warriors de Santa Cruz      | 3            | Warriors de Santa Cruz | 2 | 2                           |              |              |  |  |        |                             |        |
|  | 3            | Warriors de Santa Cruz      |              |                        |   | 2                           |              |              |  |  |        |                             |        |
|  | 5            | Mad Ants de Fort Wayne      | 0            |                        |   |                             |              |              |  |  |        |                             |        |
|  |              |                             |              |                        |   |                             |              |              |  |  | 3      | Vipers de Rio Grande Valley | 2      |
|  |              |                             | 2            | Warriors de Santa Cruz | 0 |                             |              |              |  |  |        |                             |        |
|  | 2            | Vipers de Rio Grande Valley | 2            |                        |   |                             |              |              |  |  |        |                             |        |
|  | 8            | Red Claws du Maine          | 0            |                        |   |                             |              |              |  |  |        |                             |        |
|  | 8            | Red Claws du Maine          | 0            |                        | 2 | Vipers de Rio Grande Valley | 2            |              |  |  |        |                             |        |
|  |              |                             |              |                        | 2 | Vipers de Rio Grande Valley | 2            |              |  |  |        |                             |        |
|  |              |                             | 7            | 66ers de Tulsa         | 0 |                             |              |              |  |  |        |                             |        |
|  | 3            | Charge de Canton            | 7            | 66ers de Tulsa         | 0 | 0                           |              |              |  |  |        |                             |        |
|  | 3            | Charge de Canton            |              |                        |   | 0                           |              |              |  |  |        |                             |        |
|  | 7            | 66ers de Tulsa              | 2            |                        |   |                             |              |              |  |  |        |                             |        |

## Finale
|  |                             |  |     |     |  |
|  | Finale                      |  |     |     |  |
|  |                             |  |     |     |  |
|  |                             |  |     |     |  |
|  | Vipers de Rio Grande Valley |  | 112 | 102 |  |
|  | Vipers de Rio Grande Valley |  | 112 | 102 |  |
|  | Warriors de Santa Cruz      |  | 111 | 91  |  |

## Récompenses
MVP de la saison régulière : Andrew Goudelock (Skyforce de Sioux Falls)
Rookie de l'année : Tony Mitchell (Mad Ants de Fort Wayne)
Défenseur de l'année : Stefhon Hannah (Warriors de Santa Cruz)
Joueur d'impact de l'année : Rasual Butler (66ers de Tulsa)
Joueur ayant le plus progressé : Cameron Jones (Warriors de Santa Cruz)
Prix Jason Collier pour l'esprit sportif : Ron Howard (Mad Ants de Fort Wayne)
Entraîneur de l'année : Alex Jensen (Charge de Canton)
Dirigeant de l'année : Bill Boyce (Legends du Texas)
MVP du All-Star D-League : Travis Leslie (Warriors de Santa Cruz)
| All-NBA D-League First Team : - Brian Butch (Jam de Bakersfield) - Andrew Goudelock (Vipers de Rio Grande Valley) - Jerel McNeal (Jam de Bakersfield) - Tony Mitchell (Mad Ants de Fort Wayne) - Demetris Nichols (Skyforce de Sioux Falls) | All-NBA D-League Second Team : - Damion James (Jam de Bakersfield) - Cory Joseph (Toros d'Austin) - Kris Joseph (Armor de Springfield) - Travis Leslie (Warriors de Santa Cruz) - Tim Ohlbrecht (Vipers de Rio Grande Valley) | All-NBA D-League Third Team : - Justin Holiday (Stampede de l'Idaho) - Jerome Jordan (D-Fenders de Los Angeles) - D. J. Kennedy (Vipers de Rio Grande Valley) - DaJuan Summers (Red Claws du Maine) - Chris Wright (Red Claws du Maine) |